# 카카오 IX
카카오 IX(Kakao IX)는 카카오가 2012년 11월 출시한 카카오톡 이모티콘 기반 캐릭터인 카카오프렌즈 관련 사업을 포함해, 브랜드 전문지, 외식업체 등을 운영하는 기업이다. 2015년 6월, 다음카카오가 카카오프렌즈 캐릭터 사업의 빠른 성장을 위해 '카카오프렌즈'라는 독립 법인을 분사시켜 최초 설립되었다. 이후 2018년 7월 2일, 카카오프렌즈는 카카오의 자회사인 JOH를 흡수합병 하여, 18일 통합법인 '카카오 IX'로 거듭났다.